# شاين ماكفاول
شاين ماكفاول (بالإنجليزية: Shane McFaul)‏ (23 مايو 1986 بدبلن في جمهورية أيرلندا - ) هو لاعب كرة قدم أيرلندي في مركز الوسط. شارك مع منتخب جمهورية أيرلندا تحت 21 سنة لكرة القدم. أما مع النوادي، فقد لعب مع باتريك أتلتيك وبرايتون أند هوف ألبيون ونادي كلية جامعة دبلن ونوتس كاونتي وهكا وفيرجينيا بيتش مارينرز وSporting Fingal F.C. ‏ وFC KooTeePee ‏.

## وصلات خارجية
- شاين ماكفاول على موقع الاتحاد الأوربي (الإنجليزية)
- شاين ماكفاول على موقع قاعدة بيانات كرة القدم.إي يو (الإنجليزية)
- شاين ماكفاول على موقع Soccerbase.com (لاعب) (الإنجليزية)
- شاين ماكفاول على موقع Soccerway.com (الإنجليزية)